# Donato Toma
Donato Toma, né le 4 décembre 1957 à Naples, est une personnalité politique italienne, président de la région Molise du 8 mai 2018 au 6 juillet 2023. 

## Biographie
Donato Toma est diplômé en économie de l'Université de Naples - Frédéric-II, consultant en affaires et enseignant à l'Université du Molise. Il a servi comme officier dans les Carabiniers avec le grade de lieutenant. 
Après avoir été assesseur du budget à Campobasso et à Bojano, il est élu aux élections régionales de 2018, président du Molise, soutenu par Forza Italia, la Ligue du Nord, les Frères d'Italie et nous avec l'Italie,. 